# Héctor Alterio
Héctor Benjamín Alterio Onorato (Buenos Aires, 21 settembre 1929) è un attore argentino con cittadinanza spagnola.

## Biografia
In quattro occasioni è stato diretto da Fabio Carpi (Quartetto Basileus, Barbablù, Barbablù, Nobel, Le intermittenze del cuore). In precedenza aveva lavorato con un altro regista italiano, Sergio Citti, nella miniserie Sogni e bisogni.
È padre degli attori Ernesto Alterio e Malena Alterio.

## Filmografia parziale

### Cinema
- La tregua, regia di Sergio Renán (1974)
- Cría cuervos, regia di Carlos Saura (1976)
- Mi scappa la pipì papà (La guerra de papá), regia di Antonio Mercero (1977)
- Las truchas, regia di José Luis García Sánchez (1978)
- Il nido (El nido), regia di Jaime de Armiñán (1980)
- Quartetto Basileus, regia di Fabio Carpi (1982)
- Camilla - Un amore proibito (Camila), regia di María Luisa Bemberg (1984)
- La storia ufficiale (La historia oficial), regia di Luis Puenzo (1985)
- La zampa del gatto (episodio da: Cinque storie inquietanti), regia Carlo Di Carlo (1987)
- Don Giovanni negli inferni (Don Juan en los infiernos), regia di Gonzalo Suárez (1991)
- Tango feroz: la leggenda di Tanguito (Tango feroz: la leyenda de Tanguito), regia di Marcelo Piñeyro (1993)
- Cenizas del paraíso, regia di Marcelo Piñeyro (1997)
- Plata quemada, regia di Marcelo Piñeyro (2000)
- Il figlio della sposa (El hijo de la novia), regia di Juan José Campanella (2001)
- Nobel, regia di Fabio Carpi (2001)
- Vidas privadas, regia di Fito Páez (2001)
- Kamchatka, regia di Marcelo Piñeyro (2002)
- El último tren, regia di Diego Arsuaga (2002)
- Le intermittenze del cuore, regia di Fabio Carpi (2003)
- Due uomini, quattro donne e una mucca depressa, regia di Anna Di Francisca (2012)

### Televisione
- Contro ogni volontà (1992)
- Alen (Alèn, luz de luna) (1995)
- Tiempo final - serie TV (2001-2002)

## Riconoscimenti

### Festival internazionale del cinema di San Sebastián
- 1977: - Miglior attore per A un dio sconosciuto (A un dios desconocido)

### Fotogrammi d'argento
- 2001: - Miglior attore televisivo per El grupo

### Premio Goya
- 2004: - Premio Goya alla carriera

### Sant Jordi Awards
- 1978: - Miglior attore in un film spagnolo per A un dio sconosciuto (A un dios desconocido)